# Классификация Карнеги учреждений высшего образования
Классификация Карнеги учреждений высшего образования — базовая основа для классификации (группировки) колледжей и университетов США, предназначенная для дальнейших образовательных исследований и анализов, для которых часто имеет значение идентификация групп несравнимых учреждений. Классификация охватывает все аккредитованные колледжи и университеты США, вручающие дипломы, которые представлены в Интегрированной базе данных высшего образования (Integrated Postsecondary Education Data System, IPEDS) Национального центра образовательной статистики.
Классификация Карнеги была создана Фондом Карнеги по улучшению преподавания в 1973 году. Доклады с классификаций вузов были выпущены в 1973, 1976, 1987, 1994 и 2000 годах. Последний доклад, выпущенный в 2005 году, имел существенно переработанную систему классификации. Он основывался на данных 2002-2003 и 2003-2004 учебных годов.

## Общее описание
Информация, использованная в данной классификации, взята в основном из IPEDS и Совета колледжей США. Классификации конкретных вузов можно посмотреть на сайте Фонда Карнеги Архивная копия от 7 сентября 2009 на Wayback Machine.

## Основная классификация
Количество вузов в каждой категории указано в скобках.

### Докторские университеты
Докторские университеты — учреждения, вручившие как минимум 20 степеней доктора философии в 2003-04 учебном году. Эти университеты в дальнейшем классифицируются по уровню научной деятельности, измеряемому денежными расходами на науку, количеству награждённых докторов, количеству научных факультетов и другим факторам.
- исследовательские университеты (англ. RU/VH) (очень высокая научная активность) (96)
- исследовательские университеты (англ. RU/H) (высокая научная активность) (103)
- докторские/исследовательские университеты (англ. DRU) (83)

### Магистерские колледжи и университеты
Магистерские колледжи и университеты — учреждения, присвоившие как минимум 50 степеней магистра в 2003-04 учебном году, но не более 20 степеней доктора философии.
- Магистерские колледжи и университеты (англ. Master’s/L)  (большой выпуск — присуждающие как минимум 200 степеней магистров) (346)
- Магистерские колледжи и университеты (англ. Master’s/M) (средний выпуск — присуждающие 100-199 степеней магистров) (190)
- Магистерские колледжи и университеты (англ. Master’s/S) (малый выпуск — присуждающие 50-99 степеней магистров) (128)

### Бакалаврские колледжи
Бакалаврские колледжи — учреждения, в которых степени бакалавров вручаются как минимум 10% выпускников, и в которых присуждается не более 50 степеней магистров (для 2003-04 учебного года).
- Бакалаврские колледжи — искусств и наук (англ. Bac/A&S) (287)
- Бакалаврские колледжи — различные области (англ. Bac/Diverse) (360)
- Бакалаврские/Профессионально-технические колледжи (англ. Bac/Assoc) (120)

### Профессионально-технические колледжи
Профессионально-технические колледжи (англ. Associate’s Colleges) — учреждения, присуждающие степени «младших специалистов» (русский перевод «Associate degree» пока не устоялся), либо количество выпускаемых бакалавров не превышало 10% выпускников в 2003-04 учебном году.
Степень «младшего специалиста» (англ. Associate degree) предполагает двухлетнее обучение по прикладным программам в колледже. В американской системе степень «младшего специалиста» не считается степенью высшего образования, которое предполагает как минимум степень бакалавра, но тем не менее входит в Классификацию Карнеги. В России степень «младшего специалиста» близка к диплому среднего профессионального образования, обучение по которому может варьироваться от 2 до 4 лет в зависимости от специальности. В России четырехлетнее обучение по программам среднего профессионального образования предполагается для студентов, получивших неполное среднее образование, тогда как двухлетнее — для студентов с полным средним образованием, но по некоторым специальностям могут быть исключения.
- Профессионально-технические колледжи — государственные сельские малые (англ. Assoc/PubRS) (142)
- Профессионально-технические колледжи — государственные сельские средние (англ. Assoc/PubRM) (311)
- Профессионально-технические колледжи — государственные сельские большие (англ. Assoc/PubRL) (144)
- Профессионально-технические колледжи — государственные пригородные с небольшим кампусом (англ. Assoc/PubSSC) (110)
- Профессионально-технические колледжи — государственные пригородные с большим кампусом (англ. Assoc/PubSMC) (100)
- Профессионально-технические колледжи — государственные городские с небольшим кампусом (англ. Assoc/PubUSC) (32)
- Профессионально-технические колледжи — государственные городские с большим кампусом (англ. Assoc/PubUMC) (152)
- Профессионально-технические колледжи — государственные профильные (англ. Assoc/PubSpec) (14)
- Профессионально-технические колледжи — частные некоммерческие (англ. Assoc/PrivNFP) (114)
- Профессионально-технические колледжи — частные коммерческие (англ. Assoc/PrivFP) (531)
- Профессионально-технические колледжи — государственные двухлетние при университетах (англ. Assoc/Pub2in4) (55)
- Профессионально-технические колледжи — государственные четырехлетние, в основном профессионально-технические (англ. Assoc/Pub4) (18)
- Профессионально-технические колледжи — частные некоммерческие четырехлетние, в основном профессионально-технические (англ. Assoc/PrivNFP4) (20)
- Профессионально-технические колледжи — частные коммерческие четырехлетние, в основном профессионально-технические (англ. Assoc/PrivFP4) (71)

### Профильные учреждения
Профильные учреждения — учреждения, присуждающие степени бакалавров и магистров по одной области (профилю) или по нескольким связанным областям. Учреждения получают эту категорию, если концентрация выпускников по одной области превышает 80% от всех бакалавров и магистров. В некоторых случаях это условие ослабляется по решению годового исследования Совета колледжей, либо если аккредитация вуза была получена от органа, связанного со специальными областями.
- Теологические семинарии, библейские колледжи и другие религиозные учреждения (англ. Spec/Faith) (314)
- Медицинские школы и медицинские центры (англ. Spec/Medical) (57)
- Прочие здравоохранительные учреждения (англ. Spec/Health) (129)
- Инженерные школы (англ. Spec/Engg) (8)
- Прочие технологические школы (англ. Spec/Tech) (57)
- Школы бизнес-администрирования (англ. Spec/Bus) (64)
- Школы искусств, музыки и дизайна (англ. Spec/Arts) (106)
- Юридические школы (англ. Spec/Law) (32)
- Прочие специальные учреждения (англ. Spec/Oth) (39)

### Племенной колледж
Племенные колледжи являются членами Американского индейского консорциума высшего образования.

### Без классификации
В США существует 26 учреждений высшего образования, не вошедших в основную классификацию.

## Предбакалаврские учебные программы
Предбакалаврские учебные программы (англ. Undergraduate Instructional Program) включают как программы на степень бакалавра, так и программы на степень «младшего специалиста» (англ. Associate). Классификация предбакалаврских учебных программ состоит из (а) доли студентов, обучающихся искусствам и наукам к прикладным курсам по профессиональным областям (как определено в Classification of Instructional Programs Архивная копия от 24 апреля 2012 на Wayback Machine (CIP)) и (б) совпадению программ на предбакалаврском и постбакалаврском уровнях.

### Искусство и наука и прикладные области
Учреждения делятся на категории по доле студентов, обучающихся искусствам и наукам, либо прикладным профессиональным областям, на базе их двухзначного CIP.
- Профессионально-технические (англ. Assoc): присуждающие только степени «младших специалистов».
- Профессионально-технические, превалирующие (англ. Assoc-Dom): присуждающие несколько степеней бакалавра, но в целом превалируют степени «младших специалистов».
- Искусство и наука, сфокусированные (англ. A&S-F): как минимум 80% выпускников получают специальность в искусстве и науке.
- Искусство и наука + профессия (англ. A&S+Prof): от 80% до 59% выпускников получают специальность в искусстве и науке.
- Сбалансированные искусство и наука/профессия (англ. Bal): от 41% до 59% выпускников получают специальность либо в искусстве и науке, либо в профессионально-технических областях.
- Профессия + искусство и наука (англ. Prof+A&S): от 80% до 59% выпускников получают специальность в профессионально-технических областях.
- Профессия, сфокусированные (англ. Prof-F): как минимум 80% выпускников получают специальность в профессионально-технических областях.

### Совпадение программ
Учреждения также делятся по совпадению предбакалаврских и постбакалаврских программ (по их четырехзначному CIP)
- Нет совпадения (англ. NGC): ни одна программа не совпадает.
- Некоторое совпадение (англ. SGC): некоторые постбакалаврские программы совпадают с предбакалаврскими, но меньше чем наполовину.
- Высокое совпадение (англ. HGC): Как минимум половина постбакалаврских программ совпадает с предбакалаврскими программами.

## Постбакалаврские учебные программы
Постбакалаврские учебные программы (англ. Graduate instructional program) включают как программы на степень магистра, так и программы на степень доктора философии (англ. PhD). Классификация постбакалаврских учебных программ включает (а) учреждения, вручающие только степень магистра, либо степень магистра и степень доктора философии и (б) в какой области в основном вручаются степени магистра и доктора философии. Учреждения, которые не вручают магистерские и докторские степени, не включаются в данную классификацию.

### Постбакалаврские программы высшего образования
Учреждения, которые предлагают постбакалаврские и профессиональные программы (как например юридические школы), но не присуждающие докторские степени относятся к «постбакалаврским» программам высшего образования. Эти программы классифицируются по областям, по которым присуждены магистерские степени.
- Одиночный постбакалавриат (образование) (англ. S-PostBac/Ed): предлагает курсы только по образованию
- Одиночный постбакалавриат (бизнес) (англ. S-PostBac/Bus): предлагает курсы только по бизнесу
- Одиночный постбакалавриат (другие области) (англ. S-PostBac/Other): предлагает курсы только в областях, отличных от образования и  бизнеса
- Комплексный постбакалавриат (англ. PostBac-Comp): предлагает курсы в гуманитарных и социальных науках, технических и инженерных науках, медицине, и в других профессиональных областях
- Постбакалавриат с преобладанием искусства и науки (англ. PostBac-A&S): предлагает курсы только по искусству и науке
- Постбакалавриат с искусством и наукой (преобладание в образовании) (англ. PostBac-A&S/Ed): предлагает курсы в основном по искусству и науке с некоторыми курсами по образованию
- Постбакалавриат с искусством и наукой (преобладание в бизнесе) (англ. PostBac-A&S/Bus): предлагает курсы в основном по искусству и науке с некоторыми курсами по бизнесу
- Постбакалавриат с искусством и наукой (преобладание в других областях) (англ. PostBac-A&S/Other): предлагает курсы в основном по искусству и науке с некоторыми курсами в областях, отличных от образования и бизнеса
- Профессиональный постбакалавриат (преобладание в образовании) (англ. PostBac-Prof/Ed): предлагает курсы в основном в профессиональных областях с некоторыми курсами по образованию
- Профессиональный постбакалавриат (преобладание в бизнесе) (англ. PostBac-Prof/Bus): предлагает курсы в основном в профессиональных областях с некоторыми курсами по бизнесу
- Профессиональный постбакалавриат (преобладание в других областях) (англ. PostBac-Prof/Other): предлагает курсы в основном в профессиональных областях с некоторыми курсами в областях, отличных от образования и бизнеса

### Докторские учебные программы
Учреждения, присуждающие докторские степени, в том числе медицинские и ветеринарные, классифицируются по областям, по которым присуждаются степени.
- Одиночная докторантура (образование) (англ. S-Doc/Ed): присуждает докторские степени только в образовании.
- Одиночная докторантура (другие области) (англ. S-Doc/Other): присуждает докторские степени только в одной необразовательной области.
- Комплексная докторантура, включая медицинские/ветеринарные области (англ. CompDoc/MedVet): (а) присуждает докторские степени в гуманитарных, социальных, технических, инженерных и медицинских науках; (б) присуждает докторские степени в одной или многих профессиональных областях; (в) присуждает медицинские и ветеринарные докторские степени.
- Комплексная докторантура, без медицинских/ветеринарных областей (англ. CompDoc/NMedVet): (а) присуждает докторские степени в гуманитарных, социальных, технических, инженерных и медицинских науках; (б) присуждает докторские степени в одной или многих профессиональных областях; (в) не присуждает медицинские и ветеринарные докторские степени.
- Докторантура с преобладанием гуманитарных и социальных наук (англ. Doc/HSS): большая часть докторских степеней присуждается по гуманитарным и социальным наукам.
- Докторантура с преобладанием технических, инженерных и медицинских наук (англ. Doc/STEM): большая часть докторских степеней присуждается по техническим, инженерным и медицинским наукам.
- Докторантура с преобладанием профессиональных областей (англ. Doc/Prof): большая часть докторских степеней присуждается по профессиональным областям, отличных от инженерных наук.

## Дипломный профиль
Дипломный профиль (англ. Enrollment profile) учреждений определяется по (а) самой высокой присуждаемой степени; (б) отношению количества предбакалаврских студентов к постбакалаврским. Состав студентов:
- Исключительно предбакалаврский в двухлетних учреждениях (англ. ExU2): студентам не присуждается степень бакалавра и выше
- Исключительно предбакалаврский в четырехлетних учреждениях (англ. ExU4): студентам присуждается только степень бакалавра
- Очень высокая доля предбакалаврских студентов (англ. VHU): менее 10% студентов имеют степень бакалавра и выше
- Высокая доля предбакалаврских студентов (англ. HU): от 10% до 25% студентов имеют степень бакалавра и выше
- В основном предбакалаврские студенты (англ. MU): от 25% до 50% студентов имеют степень бакалавра и выше
- В основном постбакалаврские студенты (англ. MGP): менее 50% студентов не имеют степень бакалавра и выше
- Исключительно постбакалаврские студенты (англ.  ExGP): студентам присуждается только степень выше бакалавра (магистр, доктор философии)

## Предбакалаврский профиль
Предбакалаврский профиль (англ. Undergraduate profile) учреждений определяется согласно (а) доле заочных студентов (с частичной учебной занятостью) к очным студентам (с полной учебной занятостью); (б) набору студентов учреждениями; (в) доле студентов, поступающих в университеты.

### Учебная занятость
Учебная занятость учреждений определяется по доле студентов с частичной учебной занятостью к количеству очных студентов (студентов, претендующих на степень бакалавра, в случае четырехлетних учреждений).
- PT2: высокая доля студентов с частичной занятостью в двухлетних учреждениях: более 60% студентов в двухлетнем учреждении — с частичной занятостью.
- Mix2: смешанная доля студентов с частичной и полной занятостью в двухлетних учреждениях: от 39% до 60% студентов в двухлетнем учреждении — с частичной занятостью.
- MFT2: средняя доля студентов с полной занятостью в двухлетних учреждениях: от 60% до 90% студентов в двухлетнем учреждении — с полной занятостью.
- FT2: высокая доля студентов с полной занятостью в двухлетних учреждениях: более 90% студентов в двухлетнем учреждении — с полной занятостью.
- PT2: высокая доля студентов с частичной занятостью в четырехлетних учреждениях: более 39% студентов в четырехлетнем (и выше) учреждении — с частичной занятостью.
- MFT4: средняя доля студентов с полной занятостью в четырехлетних учреждениях: от 60% до 80% студентов в четырехлетнем (и выше) учреждении — с полной занятостью.
- FT4: высокая доля студентов с полной занятостью в четырехлетних учреждениях: более 80% студентов в четырехлетнем (и выше) учреждении — с полной занятостью.

### Отбор
Отбор (англ. Achievement characteristics/selectivity) определяется оценками SAT и ACT студентов, принятых на первый курс студентов. В данную классификацию попадают только четырехлетние (и выше) учреждения.
- Инклюзивный (I): принятые студенты имеют среднюю оценку ACT-эквивалента менее 18 баллов.
- Селективный (S): принятые студенты имеют среднюю оценку ACT-эквивалента между 18 и 21 баллами.
- Высоко-селективный (MS): принятые студенты имеют среднюю оценку ACT-эквивалента более 21 баллов.

### Переход студентов
Переход студентов (англ. Transfer origin) определяется процентом студентов, которые перешли в бакалавриат этого же учреждения; в данную классификацию попадают только четырёхлетние (и выше) учреждения.
- Низкий переход (англ. LTI): менее 20% студентов переходят в бакалавриат данного учреждения.
- Высокий переход (англ. HTI): более 20% студентов переходят в бакалавриат данного учреждения.

## Количество студентов и их локальный статус
Количество студентов и их локальный статус (англ. Size and setting) классифицируют учреждения по (а) количеству студентов и (б) по проценту студентов, которые проживают в кампусах. Только учреждения высшего, профессионального и профильного образования не классифицируются по количеству студентов и их локальному статусу.

### Количество студентов
Количество студентов определяется по количеству студентов с полной учебной занятостью, а точнее его эквиваленту (англ. Full-time Equivalent, FTE). FTE рассчитывается суммированием количества студентов с полной занятостью с одной третью количества студентов с частичной учебной занятостью. 2-летние учреждения классифицируются по другой шкале, чем 4-летние (и выше) колледжи.
- очень малые 2-летние учреждения (англ. VS2): менее 500 FTE посещают это 2-летнее учреждение.
- малые 2-летние учреждения (англ. S2): от 500 до 2.000 FTE посещают это 2-летнее учреждение.
- средние 2-летние учреждения (англ. M2): от 2.000 до 5.000 FTE посещают это 2-летнее учреждение.
- большие 2-летние учреждения (англ. L2): от 5.000 до 10.000 FTE посещают это 2-летнее учреждение.
- очень большие 2-летние учреждения (англ. VL2): более 10.000 FTE посещают это 2-летнее учреждение.
- очень малые 4-летние учреждения (англ. VS4): менее 1.000 FTE посещают это 4-летнее учреждение.
- малые 4-летние учреждения (англ. S4): от 1.000 до 3.000 FTE посещают это 4-летнее учреждение.
- средние 4-летние учреждения (англ. M4): от 3.000 до 10.000 FTE посещают это 4-летнее учреждение.
- большие 4-летние учреждения (англ. L4): более 10.000 FTE посещают это 4-летнее учреждение.

### Локальный статус
Локальный статус (англ. Setting) определяется по проценту студентов с полной учебной занятостью, которые проживают в кампусе. 2-летние учреждения не классифицируются по этому признаку.
- в основном местные (англ. NR): менее 25% студентов живёт в кампусе, либо менее 50% принятых студентов с полной учебной занятостью в основном местные.
- в основном неместные (англ. R): (а) более 25% студентов живёт в кампусе, и (б) от 50% до 80% принятых студентов с полной учебной занятостью — неместные.
- большинство неместные (англ. HR): (а) более 50% студентов живёт в кампусе, и (б) более 80% принятых студентов с полной учебной занятостью — неместные.